# Vaccin contre la dengue
Le vaccin contre la dengue est un vaccin utilisé pour prévenir la dengue chez l'Homme. Le développement de vaccins contre la dengue a commencé dans les années 1920, mais a été entravé par la nécessité de créer une immunité contre les quatre sérotypes de la dengue .
À partir de 2021, une version est disponible dans le commerce, connue sous le nom de CYD-TDV, et vendue sous le nom de marque Dengvaxia. Le vaccin n'est recommandé que chez les personnes qui ont déjà eu la dengue ou les populations dans lesquelles la plupart des personnes ont déjà été infectées . Son efficacité est limitée par le fait qu'il peut augmenter le risque de dengue grave chez ceux qui n'ont pas été infectés auparavant,. En 2017, plus de 733 000 enfants et plus de 50 000 volontaires adultes ont été vaccinés avec le CYD-TDV quel que soit leur statut sérologique, ce qui a conduit à la controverse sur la vaccination contre la dengue aux Philippines en 2017-2018 .
En mars 2021, l'Agence européenne des médicaments a accepté le dossier de dossier du candidat vaccin TAK-003, qui est destiné aux personnes non infectées auparavant.
Il existe plusieurs autres vaccins candidats en cours de développement, notamment des vaccins vivants atténués, inactivés, à ADN, et à sous-unités.

## Histoire
En décembre 2018, Dengvaxia a été homologué dans l'Union européenne.
En mai 2019, Dengvaxia a été approuvé aux États-Unis en tant que premier vaccin approuvé pour la prévention de la dengue causée par tous les sérotypes du virus de la dengue (1, 2, 3 et 4) chez les personnes âgées de 9 à 16 ans qui ont des antécédents de dengue confirmés en laboratoire l'infection et qui vivent dans des zones endémiques. La dengue est endémique dans les territoires américains des Samoa américaines, de Guam, de Porto Rico et des îles Vierges américaines.
L'innocuité et l'efficacité du vaccin ont été déterminées dans trois études randomisées et contrôlées par placebo portant sur environ 35 000 personnes dans des zones d'endémie de dengue, notamment Porto Rico, l'Amérique latine et la région Asie-Pacifique. Il a été déterminé que le vaccin était efficace à environ 76 pour cent dans la prévention de la dengue symptomatique confirmée en laboratoire chez les personnes âgées de 9 à 16 ans qui avaient auparavant la dengue confirmée en laboratoire. Dengvaxia a déjà été approuvé dans 19 pays et dans l'Union européenne.
Dengvaxia n'est pas approuvé aux États-Unis pour une utilisation chez les personnes n'ayant jamais été infectées par un sérotype du virus de la dengue ou pour lesquelles cette information est inconnue.
Dengvaxia est un vaccin vivant atténué qui est administré en trois injections distinctes, la dose initiale étant suivie de deux injections supplémentaires six et douze mois plus tard. La Food and Drug Administration (FDA) des États-Unis a accordé la demande de désignation d'examen prioritaire pour Dengvaxia et un bon d'examen prioritaire pour les maladies tropicales. L'agrément de Dengvaxia a été accordé à Sanofi Pasteur.
Le CYD-TDV, commercialisé sous la marque Dengvaxia et fabriqué par Sanofi Pasteur, est un vaccin vivant atténué chimérique tétravalent fabriqué à l'aide de la technologie de l'ADN recombinant en remplaçant les gènes de structure PrM (pré-membrane) et E (enveloppe) de la fièvre jaune atténuée 17D souche vaccinale avec celles des quatre sérotypes de la dengue,. Les preuves indiquent que le CYD-TDV est partiellement efficace pour prévenir l'infection, mais peut entraîner un risque plus élevé de maladie grave chez les personnes qui n'ont pas été infectées auparavant et qui contractent ensuite la maladie. Il n'est pas clair pourquoi la population séronégative vaccinée a des effets indésirables plus graves. Une hypothèse plausible est le phénomène d'amélioration dépendante des anticorps (ADE). Le virologue américain Scott Halstead a été l'un des premiers chercheurs à identifier le phénomène ADE. Le Dr Halstead et son collègue le Dr Phillip Russell ont proposé que le vaccin ne soit utilisé qu'après des tests d'anticorps, afin d'exclure une exposition antérieure à la dengue et d'éviter la vaccination des personnes séronégatives.
Les effets secondaires courants comprennent des maux de tête, des douleurs au site d'injection et des douleurs musculaires générales. Les effets secondaires graves peuvent inclure l'anaphylaxie. L'utilisation n'est pas recommandée chez les personnes dont la fonction immunitaire est faible. La sécurité d'utilisation pendant la grossesse n'est pas claire. Dengvaxia est un vaccin affaibli mais vivant et agit en déclenchant une réponse immunitaire contre quatre types de virus de la dengue.
Dengvaxia est disponible en 2016, dans 11 pays : Mexique, Philippines, Indonésie, Brésil, El Salvador, Costa Rica, Paraguay, Guatemala, Pérou, Thaïlande et Singapour. En 2019, il a été approuvé pour un usage médical aux États-Unis. Il figure sur la liste des médicaments essentiels de l'Organisation mondiale de la santé. En Indonésie, il en coûte environ 207 $ US pour les trois doses recommandées à partir de 2016.
En 2017, le fabricant a recommandé que le vaccin ne soit utilisé que chez les personnes qui ont déjà eu une infection par la dengue, car les résultats peuvent être aggravés chez ceux qui n'ont pas été infectés auparavant. Cela a conduit à la controverse sur la vaccination contre la dengue aux Philippines en 2017-2018, où plus de 733 000 enfants et plus de 50 000 volontaires adultes ont été vaccinés quel que soit leur statut sérologique.
L'Organisation mondiale de la santé (OMS) recommande aux pays d'envisager la vaccination avec le vaccin contre la dengue CYD-TDV uniquement si le risque de dengue sévère chez les personnes séronégatives peut être minimisé soit par un dépistage pré-vaccinal, soit par une documentation récente des taux de séroprévalence élevés dans la région (au moins 80 % à l'âge de neuf ans).
L'OMS a mis à jour ses recommandations concernant l'utilisation de Dengvaxia en septembre 2018, sur la base des preuves que les vaccinés séronégatifs ont un risque excessif de dengue sévère par rapport aux personnes séronégatives non vaccinées.[réf. nécessaire]
En 2017, le fabricant a recommandé que le vaccin ne soit utilisé que chez les personnes qui ont déjà eu une infection par la dengue, sinon il y avait des preuves qu'il pourrait aggraver les infections ultérieures. Le protocole initial ne nécessitait pas d'échantillons sanguins de base avant la vaccination afin d'établir une compréhension du risque accru de dengue sévère chez les participants qui n'avaient pas été précédemment exposés. En novembre 2017, Sanofi a reconnu que certains participants étaient exposés à un risque de dengue sévère s'ils n'avaient pas été préalablement exposés à l'infection ; par la suite, le gouvernement philippin a suspendu le programme de vaccination de masse avec le soutien de l'OMS qui a commencé un examen des données de sécurité.
Les essais de phase III en Amérique latine et en Asie ont porté sur plus de 31 000 enfants âgés de deux à 14 ans. Dans les premiers rapports des essais, l'efficacité du vaccin était de 56,5% dans l'étude asiatique et de 64,7% dans l'étude latino-américaine chez les patients ayant reçu au moins une injection du vaccin,. L'efficacité variait selon le sérotype. Dans les deux essais, le vaccin a réduit d'environ 80 % le nombre de cas graves de dengue. Une analyse des études latino-américaines et asiatiques à la 3e année de suivi a montré que l'efficacité du vaccin était de 65,6 % pour prévenir l'hospitalisation chez les enfants de plus de neuf ans, mais considérablement plus élevée (81,9%) pour les enfants qui étaient séropositifs (indiquant une infection antérieure à la dengue) au départ. La série vaccinale consiste en trois injections à 0, 6 et 12 mois. Le vaccin a été approuvé au Mexique, aux Philippines et au Brésil en décembre 2015, et au Salvador, au Costa Rica, au Paraguay, au Guatemala, au Pérou, en Indonésie, en Thaïlande et à Singapour en 2016. Nommé Dengvaxia, il est approuvé pour une utilisation chez les personnes de neuf ans et plus et peut prévenir les quatre sérotypes.

## TAK-003
TAK-003 ou DENVax est un vaccin chimérique recombinant avec des composants DENV1, DENV3 et DENV4 sur un squelette de virus de la dengue de type 2 (DENV2) développé à l'origine à l'Université Mahidol à Bangkok et maintenant financé par Inviragen (DENVax) et Takeda (TAK-003),. Des essais de phase I et II ont été menés aux États-Unis, en Colombie, à Porto Rico, à Singapour et en Thaïlande. Sur la base des données de 18 mois publiées dans la revue Lancet Infectious Diseases, ont indiqué que le TAK-003 produisait des réponses d'anticorps soutenues contre les quatre souches virales, indépendamment de l'exposition antérieure à la dengue et du schéma posologique.
Les données de l'essai de phase III, qui a débuté en septembre 2016, montrent que le TAK-003 est efficace contre la dengue symptomatique. Contrairement au CYD-TDV, le TAK-003 ne semble pas manquer d'efficacité chez les personnes séronégatives ou leur causer potentiellement des dommages. Les données semblent ne montrer qu'une efficacité modérée dans d'autres sérotypes de dengue que DENV2 .
En mars 2021, l'Agence européenne des médicaments a accepté le dossier de dépôt du TAK-003 destiné aux marchés hors UE.

## En développement

### TV-003/005
TV-003/005 est un mélange tétravalent de vaccins monovalents, développé par le NIAID, qui a été testé séparément pour l'innocuité et l'immunogénicité. Le vaccin a passé avec succès les essais de phase I et les études de phase II aux États-Unis, en Thaïlande, au Bangladesh, en Inde et au Brésil.
Le NIH a mené des études de phase I et de phase II chez plus de 1 000 participants aux États-Unis. Il a également mené des études sur l'homme  tout en ayant mené avec succès des études de modèles de PSN.
Le NIH a concédé sous licence sa technologie pour le développement ultérieur et la fabrication à l'échelle commerciale à Panacea Biotec, Instituto Butantan, Merck et Medigen.[réf. nécessaire]
Au Brésil, des études de phase III sont menées par l' Instituto Butantan en collaboration avec le NIH . Panacea Biotec mène des études cliniques de Phase II en Inde.[réf. nécessaire]
Une entreprise au Vietnam (VABIOTECH) effectue des tests de sécurité et élabore un plan d'essais cliniques. Les quatre sociétés sont impliquées dans des études sur un vaccin TetraVax-DV en collaboration avec les National Institutes of Health des États-Unis.

### TDENV PIV
Le TDENV PIV (vaccin inactivé purifié contre le virus de la dengue tétravalent) fait l'objet d'essais de phase I dans le cadre d'une collaboration entre GlaxoSmithKline (GSK) et le Walter Reed Army Institute of Research (WRAIR). Une formulation synergique avec un autre candidat vaccin vivant atténué (stratégie prime-boost) est également en cours d'évaluation dans une étude de phase II. Dans le rappel, un type de vaccin est suivi d'un rappel avec un autre type dans le but d'améliorer l'immunogénicité.

### V180
Merck étudie des vaccins à sous-unités recombinantes exprimés dans des cellules de drosophile. Dès 2019, il a terminé la phase I et les formulations V180 se sont avérées généralement bien tolérées.

### Vaccins ADN
En 2011, le Naval Medical Research Center a tenté de développer un vaccin plasmidique à ADN monovalent, mais les premiers résultats ont montré qu'il n'était que modérément immunogène  [Passage à actualiser].

## Société et culture

### Coût
En Indonésie, il en coûte environ US$207 pour les trois doses recommandées à partir de 2016 .

### Controverse aux Philippines
La controverse sur le vaccin contre la dengue de 2017 aux Philippines impliquait un programme de vaccination géré par le ministère de la Santé des Philippines (DOH). Le DOH a vacciné des écoliers avec le vaccin contre la dengue CYD-TDV (Dengvaxia) de Sanofi Pasteur. Certains des enfants qui ont reçu le vaccin n'avaient jamais été infectés par le virus de la dengue auparavant. Le programme a été arrêté lorsque Sanofi Pasteur a informé le gouvernement que le vaccin pourrait exposer les personnes auparavant non infectées à un risque un peu plus élevé de cas grave de dengue. Une controverse politique a éclaté sur la question de savoir si le programme était géré avec suffisamment de soin et qui devrait être tenu responsable du préjudice allégué aux enfants vaccinés .